# Rhododendron austrinum
Rhododendron austrinum là một loài thực vật có hoa trong họ Thạch nam. Loài này được (Small) Rehder miêu tả khoa học đầu tiên năm 1917.
Đây là loài bản điạn miền Nam Hoa Kỳ, nơi chúng có thể được tìm thấy ở Alabama, Florida, Georgia và Mississippi. Chúng cũng là một loại cây cảnh phổ biến.
Loài này là một loại cây bụi cao tới 10 feet và rộng 8 feet. Lá hình bầu dục dài 2 đến 4 inch.

## Hình ảnh

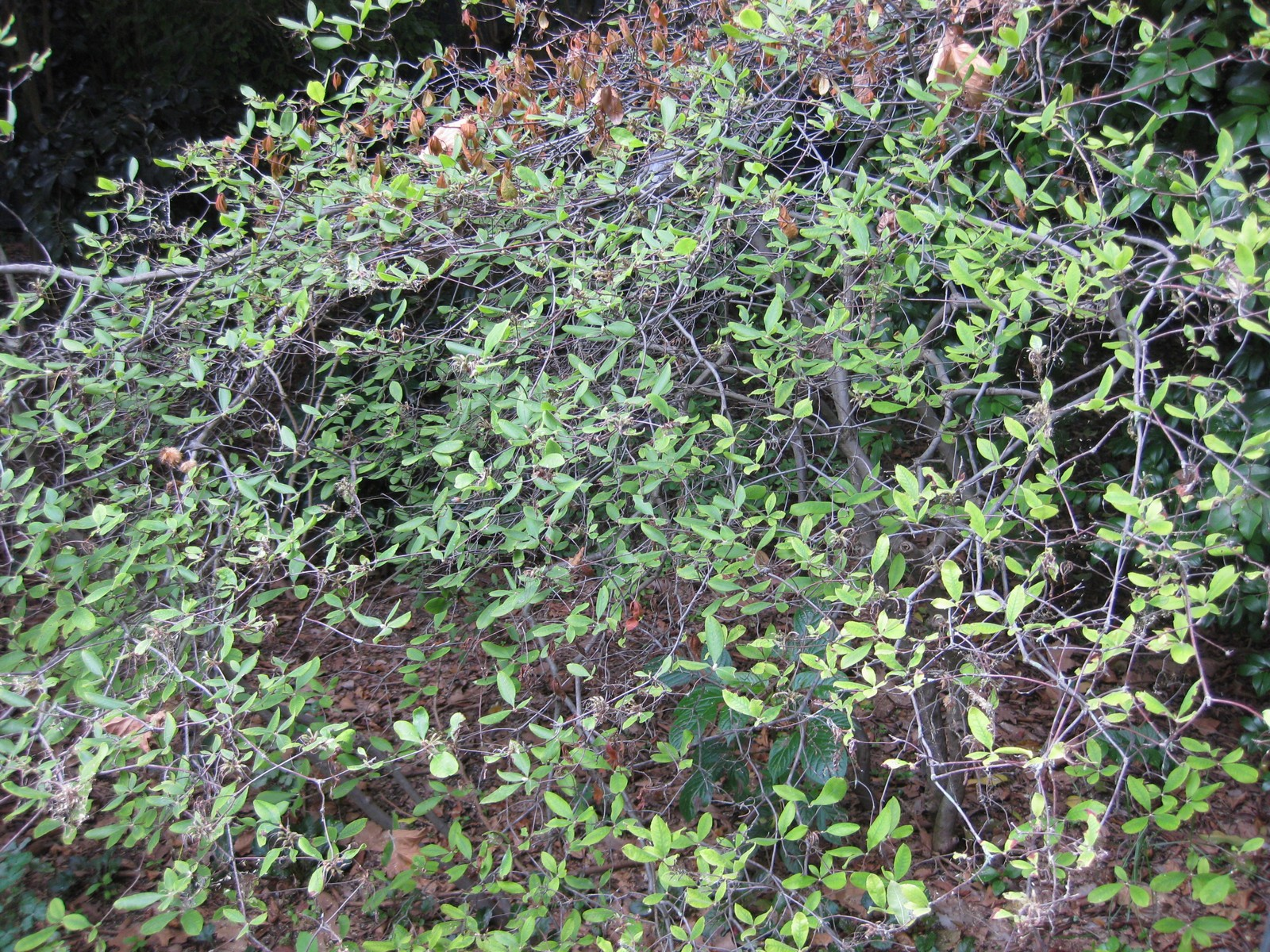
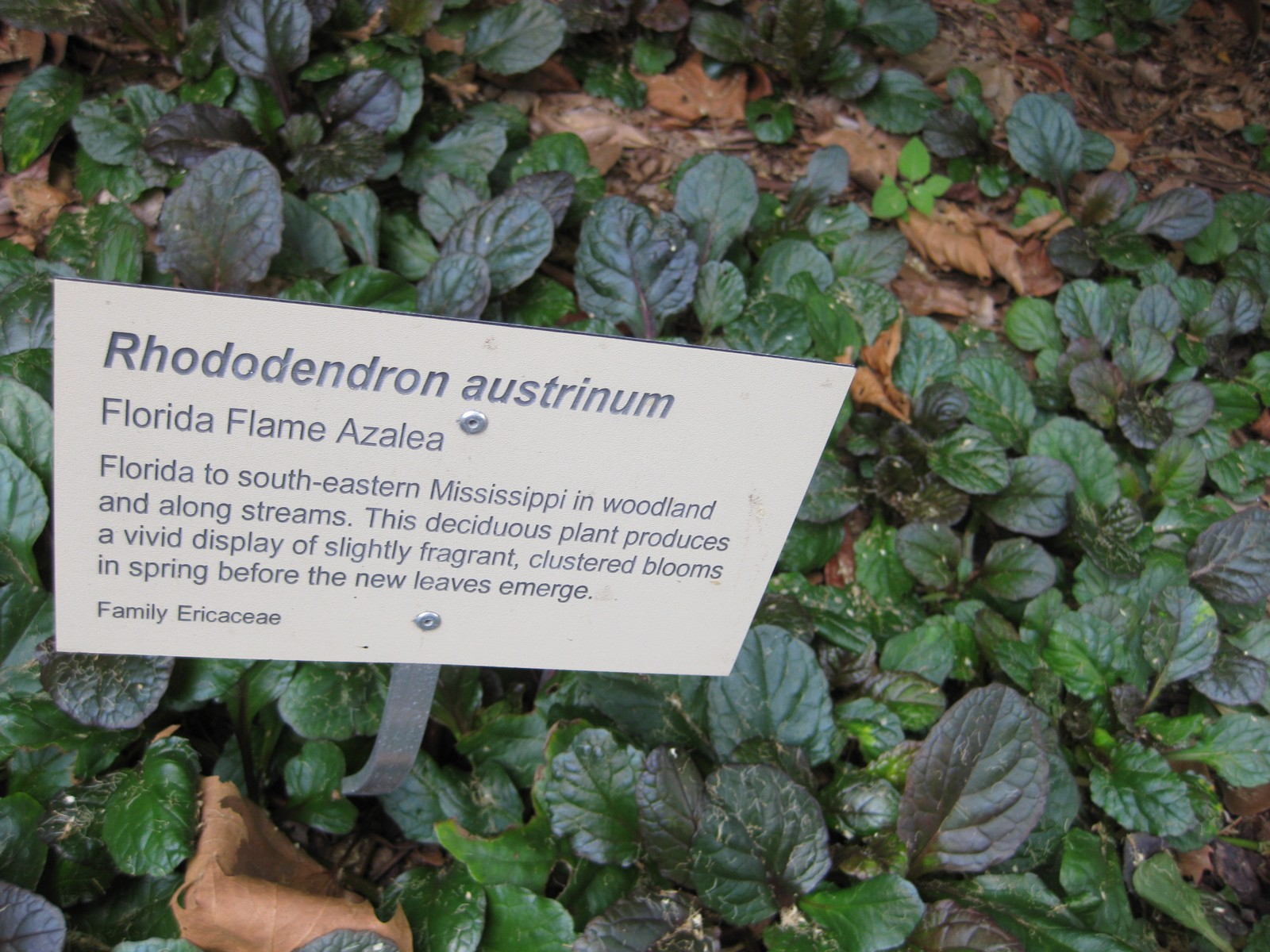
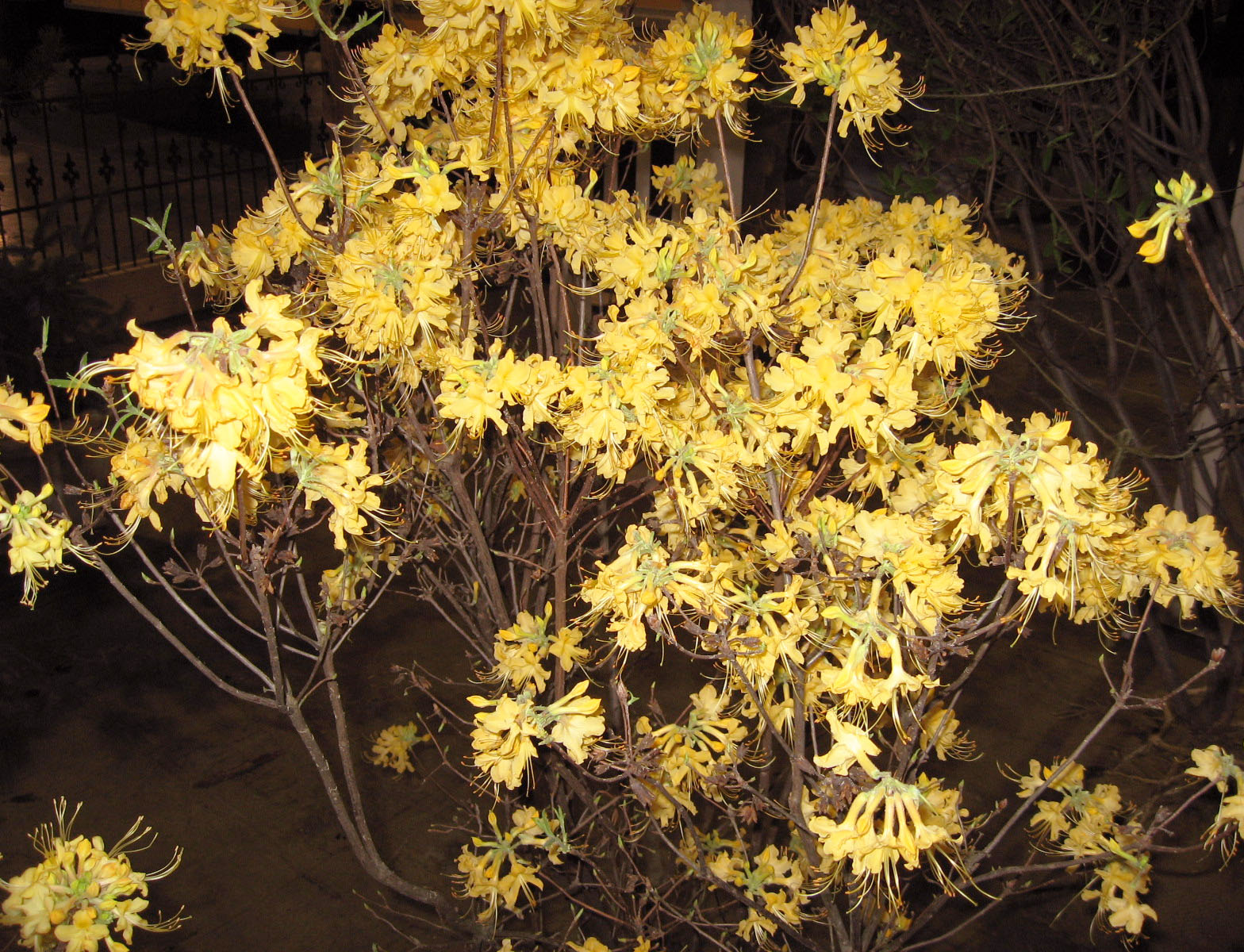
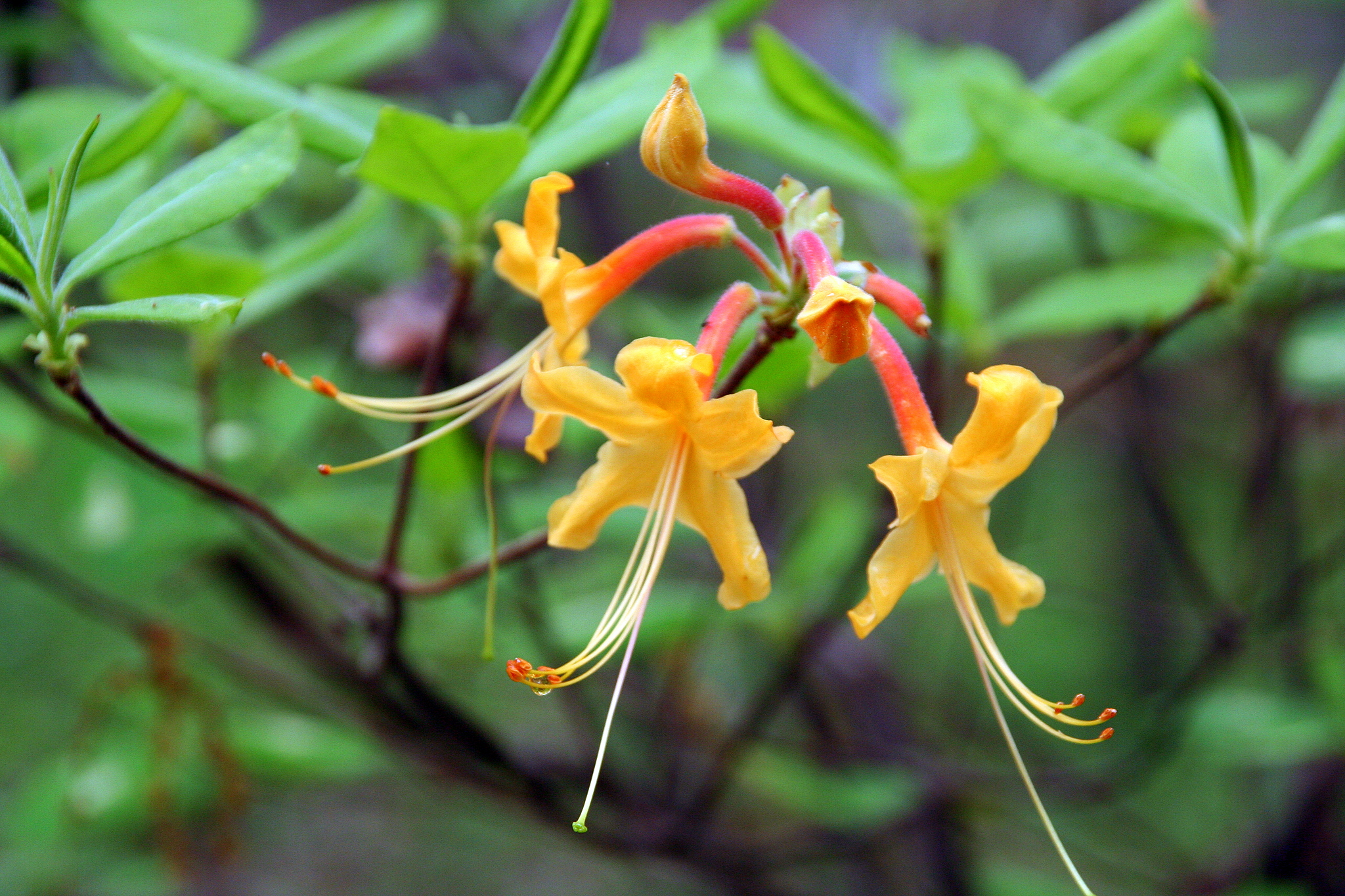